# Atena Daemi
Atena Daemi (persan : آتنا دائمی) née en 1988 à Fuman est une militante pour les droits civiques, les droits de l'enfant, les droits de l'Homme et les prisonniers politiques en Iran.
Daemi est arrêtée le 21 octobre 2014, et condamné le 21 mai 2015 à quatorze ans de prison. Les activités pacifiques pour lesquelles elle est condamnée sont la diffusion de tracts anti-peine de mort, et des posts Facebook et Twitter critiquant le nombre d'exécution en Iran. Plus tard, Daemi et ses sœurs sont arrêtées et condamnées pour « insulte à des agents en service ». Les recours ultérieurs ont annulé cette condamnation et réduit la sentence de Daemi à la condamnation originale.
Daemi fait une grève de la faim à la Prison d'Evin du 9 avril 2017 au 1er juin 2017 soit 55 jours puis à celle de Shahr-e Rey du 24 janvier 2018 au 15 février 2018 soit 22 jours. Elle continue à protester contre ses conditions de détention et contre la peine de mort depuis la prison d'Evin. Elle est considérée comme une prisonnière d'opinion par Amnesty International.

## Activités
Daemi travaille au prestigieux Revolution Sports Club à Téhéran. Elle participe à des manifestations pour mettre fin à la peine capitale, et assiste à des rassemblements en faveur des enfants en Syrie,.

## Arrestation
Atena Daemi est arrêtée la première fois le 21 octobre 2014 ; elle est placée à l'isolement, privée de l'accès à un avocat, et interrogée à plusieurs reprises pendant 86 jours. Elle passe les 28 premiers jours dans une cellule infestée d'insecte et sans accès aux toilettes. Le 14 janvier 2015, elle est transférée dans l'aile pour femmes de la prison d'Evin. Elle est accusée de « rassemblement et collusion contre la sécurité nationale », de « diffusion de propagande contre le système », de « dissimulation de preuves » et d'avoir « insulté le fondateur de la République Islamique d'Iran et le Chef Suprême ».

## Condamnation
Daemi est condamnée le 21 mai 2015 par le Juge Moghiseh de la Direction de la Cour révolutionnaire 28, après une quinzaine de minutes de procès. Elle reçoit une peine d'un total de quatorze ans de prison pour plusieurs chefs d'accusation. La peine la plus longue est de sept ans pour « rassemblement et collusion »,,. Sa condamnation se rapporte à des actions pacifiques, y compris la distribution de tracts anti-peine de mort et des messages sur Facebook et Twitter critiquant le nombre d'éducation de la peine de mort en Iran,. Son arrestation et sa condamnation est considérée comme faisant partie d'une vague d'accusations vagues et des peines sévères contre des activistes, des auteurs et des artistes par le pouvoir judiciaire iranien.
L'affaire Daemi est portée devant la Branche 36 de la Cour d'appel. Le 13 janvier 2016, l'appel n'est toujours pas traité et les préoccupations au sujet de la santé de Daemi ne sont toujours pas abordées. Daemi est libérée sous caution, après un paiement de 5 500 millions de rials le 15 février 2016. Une audience de la cour d'appel est tenue en juillet 2016. L'appel se fonde sur l'Article 134 du Nouveau Code Pénal Islamique, en vertu de laquelle sa peine devrait être réduite à la peine de l'accusation la plus grave, c'est-à-dire sept ans.
Daemi est de nouveau arrêtée dans la maison de ses parents devant ses sœurs, le 26 novembre 2016 et est renvoyée à la prison d'Evin. Elle porte officiellement plainte au Bureau du Procureur depuis la prison d'Evin sur les actions des Gardiens de la Révolution qui l'ont arrêtés.
Le 23 mars 2017, Daemi et ses sœurs sont inculpées et condamnées pour « outrage à des agents publics en service ». Après une heure de procès à la cour pénale, elles sont condamnées à trois mois et un jour de prison. Cette peine d'emprisonnement est ajoutée à la première sentence de Daemi, mais est suspendue pour ses sœurs.
En avril 2017, Daemi commence une grève de la faim pour protester contre les nouvelles charges qui lui sont reprochées. Lors d'une deuxième audience de la cour d'appel, elle et ses sœurs sont acquittées des charges de 2017. Daemi met fin à sa grève de la faim le 1er juin 2017, après 55 jours,.

## Les grèves de la faim

### Prison D'Evin
Daemi commencé une grève de la faim le 9 avril 2017, qui dure jusqu'au 1er juin, soit 55 jours, pour protester contre l'ajout de trois mois et un jour à sa peine de sept ans. C'est aussi pour protester contre la condamnation de ses sœurs après que le corps des Gardiens de la révolution Islamique (IRGC) se soient plaints que les sœurs aient « insulté des agents de service ».
Une lettre écrite par Amnesty International le 17 mai 2017 demande que Daemi soit transférée de la prison vers l'hôpital. La lettre dit que Daemi, qui est alors en grève de la faim depuis 40 jours, tousse du sang, vomit régulièrement, a un problème de tension artérielle, des douleurs rénales et a perdu beaucoup de poids. Les médecins sont avertis qu'elle a besoin d'une hospitalisation immédiate. Cependant, les autorités de la Prison d'Evin refusent d'autoriser son transfert vers un hôpital à l'extérieur de la prison pour un traitement médical. Sa grève prend fin le 1er juin 2017, après l'abandon des charges contre ses sœurs et elle,.

### Prison Shahr-e Rey
Le 24 janvier 2018, Daemi est transférée à la prison Shahr-e Rey à Varamin à l'extérieur de Téhéra. Elle est déplacée avec Golrokh Ebrahimi Iraee, qui est alors emprisonnée pour avoir écrit une histoire fictive qui critiquait la pratique de la lapidation des femmes en tant que peine de mort. Leur transfert à Shahr-e Rey, une prison pour les délinquants violents, est dénoncé comme illégal, parce qu'elle viole les règlements iraniens sur la classification des détenus.
Les deux femmes entament une grève de la faim le 3 février 2018, suite de leur transfert. Amnesty International lance de nouveau un appel pour leur libération immédiate et inconditionnelle au motif qu'ils sont emprisonnées pour l'exercice pacifique de leurs droits humains. Amnesty a maintes fois exprimé sa préoccupation sur les conditions insalubres et dangereuses dans la prison, qui fut auparavant une ferme industrielle, ainsi que leurs préoccupations au sujet des mauvais traitements de Daemi et Iraee.
Atena Daemi continue sa grève de la faim jusqu'au 15 février 2018, soit pendant 22 jours. Golrokh Ebrahimi Iraee continue sa grève de la faim jusqu'au 24 avril 2018, soit pendant 81 jours. Les deux femmes en sortent très faibles physiquement, et font l'objet d'appels internationaux. Ils sont de nouveau transférées à la prison d'Evin le 10 mai 2018.

## Contestations ultérieures
Le 25 mai 2018, Daemi envoie une lettre de la Prison d'Evin condamnant à la peine de mort et discutant de la situation du prisonnier politique dans le couloir de la mort, Ramin Hossein-Panahi (en).
Le 10 octobre 2018, lors de la Journée Mondiale Contre la Peine de Mort, Daemi, Golrokh Ebrahimi Iraee, et Maryam Akbari Monfared (en) signent un appel public de Javaid Rehman (en), alors rapporteur spécial des Nations unies, pour parler des éventuelles violations des droits humains en Iran, y compris l'utilisation de la peine de mort.
En octobre 2018, en commémoration de la quatrième année de son emprisonnement, Daemi écrit une lettre à sa mère. En décembre, elle fait partie des dix cas défendus par Amnesty International lors de leur campagne « 10 jours pour signer » avec d'autres défenseurs des droits de l'Homme dans le monde.

## Libération
Après deux ans supplémentaires, Atena Daemi est enfin libérée dans la soirée du 24 janvier 2022.